# Łąka (Basses-Carpates)
Pour les articles homonymes, voir Łąka.
Łąka est une localité polonaise de la gmina de Trzebownisko, située dans le powiat de Rzeszów en voïvodie des Basses-Carpates.